# Anarki till vardags
Anarki till vardags: en bild av alternativrörelsen - en föraning om ett alternativt samhälle är en svensk politisk pamflett av Roland Vila och Thomas Hallon Hallbert utgiven av Maximilian Förlag 1983. Författarna är anarkister och beskriver i korta rapsodiska kapitel sin optimistiska framtidstro på alternativrörelsen och anarkismen.
Boken är rikligt illustrerad av Thomas Hallon Hallbert och Aldo Morot.

## Utgåvor
- 1983 - ISBN 91-7796-000-9
- 1987 - ISBN 91-7742-048-9 Ny, omarbetad och utökad utgåva (Bakhåll förlag)
- 1990 - ISBN 91-7742-081-0 3:e utökade och uppdaterade utgåvan (Bakhåll förlag)